# Clima continental monzónico
El clima continental monzónico o clima manchuriano, es un subtipo del clima continental. Es básicamente un clima monzónico extremado en amplitud térmica. La influencia del monzón es especialmente fuerte en el Extremo Oriente, en donde la Zona de convergencia intertropical (ZCIT) se desplaza acentuadamente hacia el norte, llevando calor y lluvias tropicales hasta la península coreana y noreste de China (antigua región de Manchuria) durante el verano boreal. Esta región tiene su temporada seca durante el invierno boreal, pues la ZCIT se desplaza ampliamente hacia el hemisferio sur.

## Subtipos
- Clima manchuriano templado de verano cálido (Dwa): Es un clima templado menos extremado que el siberiano, la temperatura media anual es superior a los 0 °C aunque inferior a los 10 °C. Además de un periodo mayor de lluvias en torno a los 500 mm. Se da desde la costa oriental hasta el nororiente de China, Corea del Norte y Corea del Sur.
- Clima manchuriano templado de verano fresco (Dwb): Se da en el noreste de China y en los alrededores de ciudades rusas como Vladivostok y Jabárovsk. También en Dakota del Norte (EE. UU.).
- Clima subártico monzónico (Dwc): Partes de China, norte de Mongolia y extendido por el sur de Siberia. Poco al norte de Canadá y Alaska.
- Clima continental fuerte monzónico (Dwd): Clima extremo en pequeñas zonas de Siberia.